# Fort Simpson
Fort Simpson (Slavey: Liidli „Zusammenfluss“ oder Líídlîî Køç – „da wo Flüsse zusammenfließen“) ist eine Siedlung in der Dehcho Region der kanadischen Nordwest-Territorien. Sie liegt auf einer Flussinsel am Zusammenfluss des Mackenzie und des Liard River. Fort Simpson ist nach dem früheren Leiter der Hudson’s Bay Company (HBC) George Simpson benannt.
Die heutige Gemeinde entwickelte sich aus einem ursprünglichen Handelsposten der North West Company, für die die Flüsse wichtige Handelsrouten darstellten. Diese hatte hier 1804 das Fort of the Forks. Die Stätte wurde am 8. Mai 1968 zur National Historic Site of Canada erklärt. Die HBC errichtete dann 1822 hier ihr Fort.
Fort Simpson ist einer der Ausgangspunkte für Besucher des Nahanni-Nationalparks.

## Demographie
Der Zensus im Jahr 2016 ergab für die Gemeinde eine Bevölkerungszahl von 1202 Einwohnern, nachdem der Zensus im Jahr 2011 für die Gemeinde lediglich eine Bevölkerungszahl von 1238 Einwohnern ergab. Die Bevölkerung hat dabei im Vergleich zum letzten Zensus im Jahr 2011 um 2,8 % abgenommen und hat sich damit entgegen dem Durchschnitt des Territoriums mit einer Bevölkerungszunahme um 0,8 % entwickelt.
Die Bewohner sind vorwiegend europäisch-stämmig, eine Minderheit von ca. 7 % setzt sich aus indianischen Dene und einigen europäisch-indianischen Métis zusammen.